# Chlorops obscuripennis
Chlorops obscuripennis är en tvåvingeart som beskrevs av Becker 1916. Chlorops obscuripennis ingår i släktet Chlorops och familjen fritflugor. Inga underarter finns listade i Catalogue of Life.